# Svatý Kopeček (rozhledna)
Rozhledna Svatý Kopeček se nachází v areálu Zoo Olomouc. Pojmenována je po nedalekém poutním místě s Bazilikou Navštívení Panny Marie. Rozhledna se nachází na místě označovaném dříve jako Orlí vrch.

## Historie a současnost
Rozhledna na Svatém Kopečku byla postavena v rozmezí let 1972 a 1974 podle návrhu architekta Jana Navrátila. Otevřena byla teprve roku 1975. Je to tedy jedna z mála vyhlídkových staveb postavených za minulého režimu (dalšími jsou např. Babí lom nebo Varhošť). Věž má trojúhelníkovitý půdorys, přímo pod ní se nachází restaurace. Dříve byla konstrukce rozhledny obložena plechovými pláty, po generální opravě v roce 2000 však bylo opláštění odstraněno a věž také získala nový nátěr.

## Přístup
Rozhledna je přístupná v otvírací době zoologické zahrady, přes zimu ovšem bývá zavřená. Lze sem dojet buď autem po silnici z Olomouce na Svatý Kopeček (u ZOO je velké parkoviště), nebo na kole po cyklotrase č. 5 do Bystrovan, dále po trase č. 6103 až k ZOO. Jezdí sem také městská hromadná doprava (linka č. 11). Na Svatý Kopeček vede několik turistických značek z okolních obcí (např. modrá z Dolan nebo z Hluboček, žlutá z Radíkova), zajímavá je i 7 km dlouhá Naučná stezka Svatý Kopeček.

## Výhled
Z vyhlídkové plošiny ve výšce 27 m se nabízí pohled na areál zoologické zahrady, na jihovýchodě jsou vidět Hostýnské vrchy, na jihu pak Chřiby. V jihozápadním směru se rozkládá Olomouc, za dobré viditelnosti lze zahlédnout panoráma Jeseníků a Praděd.